# Campeonato Sudamericano Sub-20 de 1977
El Campeonato Sudamericano Sub-20 de 1977, realizado entre el 16 de abril y el 6 de mayo de ese año, tuvo como sede a las ciudades de Mérida, Valencia y Caracas en Venezuela. Clasificaron al Mundial Sub-20 Túnez 1977 las selecciones de Uruguay, Brasil y Paraguay. No participó la selección nacional de Ecuador.

## Equipos participantes
Participaron en el torneo 9 equipos representativos de las asociaciones nacionales afiliadas a la Confederación Sudamericana de Fútbol:
| Equipos participantes | Equipos participantes | Equipos participantes |
| --------------------- | --------------------- | --------------------- |
| Argentina             | Bolivia               | Brasil                |
| Colombia              | Chile                 | Paraguay              |
| Perú                  | Uruguay               | Venezuela             |

## Sedes
La Federación Venezolana de Fútbol anunció las sedes del torneo:
| Ciudad   | Estadio                                                 | Capacidad |
| -------- | ------------------------------------------------------- | --------- |
| Caracas  | Estadio Olímpico de la Universidad Central de Venezuela | 30.000    |
| Valencia | Estadio Polideportivo Misael Delgado                    | 10 000    |
| Mérida   | Estadio Olímpico Guillermo Soto Rosa                    | 16.500    |

## Fechas y resultados
Los 9 equipos participantes en la primera fase se dividieron en dos grupos. Luego de una liguilla simple (a una sola rueda de partidos), pasaron a segunda ronda los equipos que ocuparon las posiciones primera, segunda de cada grupo.
En caso de empate en puntos en cualquiera de las posiciones, la clasificación se determina siguiendo en orden los siguientes criterios:
- Diferencia de goles.
- Cantidad de goles marcados.
- El resultado del partido jugado entre los empatados.
- Por sorteo.

### Grupo A
| Selección | Pts. | PJ | PG | PE | PP | GF | GC | Dif. |
| --------- | ---- | -- | -- | -- | -- | -- | -- | ---- |
| Brasil    | 6    | 3  | 3  | 0  | 0  | 9  | 1  | +8   |
| Chile     | 4    | 3  | 2  | 0  | 1  | 5  | 4  | +1   |
| Colombia  | 2    | 3  | 1  | 0  | 2  | 2  | 5  | -3   |
| Bolivia   | 0    | 3  | 0  | 0  | 3  | 1  | 7  | -6   |

| 16 de abril de 1977 | Colombia | 2:1 | Bolivia | Olímpico Guillermo Soto Rosa, Mérida              |  |
|                     |          |     |         | Árbitro(s): César Guillermo Pagano Trucios (Perú) |  |

| 18 de abril de 1977 | Chile | 2:0 | Colombia | Olímpico Guillermo Soto Rosa, Mérida            |  |
|                     |       |     |          | Árbitro(s): Ángel Norberto Coerezza (Argentina) |  |

| 21 de abril de 1977 | Brasil | 3:0 | Bolivia | ?, Mérida |  |

| 24 de abril de 1977 | Chile | 2:0 | Bolivia | ?, Mérida |  |

| 24 de abril de 1977 | Brasil | 2:0 | Colombia | ?, Mérida |  |

| 27 de abril de 1977 | Brasil | 4:1 | Chile | ?, Mérida |  |

### Grupo B
| Selección | Pts. | PJ | PG | PE | PP | GF | GC | Dif. |
| --------- | ---- | -- | -- | -- | -- | -- | -- | ---- |
| Paraguay  | 7    | 4  | 3  | 1  | 0  | 8  | 4  | +4   |
| Uruguay   | 6    | 4  | 2  | 2  | 0  | 6  | 2  | +4   |
| Perú      | 3    | 4  | 1  | 1  | 2  | 7  | 9  | -2   |
| Argentina | 2    | 4  | 0  | 2  | 2  | 3  | 5  | -2   |
| Venezuela | 2    | 4  | 0  | 2  | 2  | 1  | 5  | -4   |

| 16 de abril de 1977 | Paraguay | 5:3 | Perú | Misael Delgado, Valencia |  |

| 16 de abril de 1977 | Argentina | 1:1 | Uruguay | Misael Delgado, Valencia |  |
|                     | Ramos     |     | Bica    |                          |  |

| 18 de abril de 1977 | Paraguay | 2:1 | Argentina | Misael Delgado, Valencia |  |

| 18 de abril de 1977 | Perú        | 1:1 | Venezuela | Misael Delgado, Valencia |  |
|                     | Vanegas 31' |     | Russo 30' |                          |  |

| 21 de abril de 1977 | Perú | 2:1 | Argentina | Misael Delgado, Valencia |  |
|                     |      |     | Maradona  |                          |  |

| 21 de abril de 1977 | Uruguay                               | 3:0 | Venezuela | Misael Delgado, Valencia |  |
|                     | Nadal 26' · Diogo 53' · Kradouski 70' |     |           |                          |  |

| 24 de abril de 1977 | Uruguay | 0:0 | Paraguay | Misael Delgado, Valencia |  |

| 24 de abril de 1977 | Argentina | 0:0 | Venezuela | Misael Delgado, Valencia |  |

| 27 de abril de 1977 | Uruguay        | 2:1 | Perú | Misael Delgado, Valencia |  |
|                     | Nadal · Rivero |     |      |                          |  |

| 27 de abril de 1977 | Paraguay   | 1:0 | Venezuela | Misael Delgado, Valencia |  |
|                     | Méndez 27' |     |           |                          |  |

### Fase final
| Selección | Pts. | PJ | PG | PE | PP | GF | GC | Dif. |
| --------- | ---- | -- | -- | -- | -- | -- | -- | ---- |
| Uruguay   | 5    | 3  | 2  | 1  | 0  | 5  | 0  | +5   |
| Brasil    | 5    | 3  | 2  | 1  | 0  | 4  | 1  | +3   |
| Paraguay  | 1    | 3  | 0  | 1  | 2  | 2  | 5  | -3   |
| Chile     | 1    | 3  | 0  | 1  | 2  | 1  | 6  | -5   |

| 30 de abril de 1977 | Chile | 1:1 | Paraguay | ?, ? |  |

| 30 de abril de 1977 | Uruguay | 0:0 | Brasil | ?, ? |  |

| 4 de mayo de 1977 | Brasil | 1:0 | Chile | ?, ? |  |

| 4 de mayo de 1977 | Uruguay | 1:0 | Paraguay | ?, ? |  |

| 6 de mayo de 1977 | Brasil | 3:1 | Paraguay | ?, ? |  |

| 6 de mayo de 1977 | Uruguay | 4:0 | Chile | ?, ? |  |

| Uruguay         |
| Campeón Uruguay |
| 5to título      |

## Cuadro Final
| # | Selección | Pts. | PJ | PG | PE | PP | GF | GC | Dif. |
| 1 | Uruguay   | 11   | 7  | 4  | 3  | 0  | 11 | 2  | 9    |
| 2 | Brasil    | 11   | 6  | 5  | 1  | 0  | 13 | 2  | 11   |
| 3 | Paraguay  | 8    | 7  | 3  | 2  | 2  | 10 | 9  | 1    |
| 4 | Chile     | 5    | 6  | 2  | 1  | 3  | 6  | 10 | -4   |
| 5 | Perú      | 3    | 4  | 1  | 1  | 2  | 7  | 9  | -2   |
| 6 | Argentina | 2    | 4  | 0  | 2  | 2  | 3  | 5  | -2   |
| 7 | Colombia  | 2    | 3  | 1  | 0  | 2  | 2  | 5  | -3   |
| 8 | Venezuela | 2    | 4  | 0  | 2  | 2  | 1  | 5  | -4   |
| 9 | Bolivia   | 0    | 3  | 0  | 0  | 3  | 1  | 7  | -6   |

## Clasificados alMundial Sub-20 Túnez 1977
| Uruguay | Brasil | Paraguay |
| ------- | ------ | -------- |